# Sergi Gordo Rodríguez
Sergi Gordo i Rodríguez (Barcelona, 23 de març de 1967) és un bisbe català, el bisbe de Tortosa des del juliol del 2023. Va ser bisbe auxiliar de Barcelona amb Joan Josep Omella de 2017 a 2023.

## Biografia
Nascut a Barcelona el 23 de març de 1967, és llicenciat en Ciències Eclesiàstiques per la Facultat de Teologia de Catalunya, des de l'any 1991, i en Filosofia per la Universitat Ramon Llull, des de 1994. També ha realitzat estudis de doctorat en la seva especialitat i ha publicat diversos treballs de filosofia i teologia. Entre els anys 2001 i 2004 va ampliar els estudis de llengua i filosofia alemanya a Múnic (Baviera).
Fou ordenat prevere el 14 de juny de 1992 a la Basílica de Santa Maria de Vilafranca del Penedès on prèviament ja hi havia rebut l'orde diaconal i on, entre els anys 1992 i 2001, va dur a terme les seves primeres tasques pastorals. Va ser formador del Seminari Menor de Barcelona i tutor d'estudis de filosofia del Seminari Major, membre dels consells diocesans i membre actiu en diferents organitzacions diocesanes a l'arxidiòcesi de Barcelona. També va ser col·laborador de la delegació episcopal per la vida consagrada com a encarregat de les relacions amb els instituts seculars (1997-2005) i consiliari del Moviment de Professionals Catòlics. Entre els anys 2004 i 2017 fou el canceller de la cúria arxidiocesana i secretari general de l'Arquebisbat de Barcelona i també va ser canonge de la Catedral de Barcelona i membre del consell presbiteral entre 2009 i 2017.
Va combinar la seva tasca pastoral amb la tasca acedèmica com a professor de les facultats de Filosofia i Teologia de Catalunya (1998-2017) i de l'Institut Superior de Ciències Reiligioses de Barcelona (ISCREB) en les especialitats d'Història de la Filosofia Antiga i també de Fenomenologia de la Religió.
Des de l'any 2017 és membre del Patronat de la Fundació de la Junta Constructora de la Basílica de la Sagrada Família.
El 19 de juny de 2017 va ser nomenat bisbe de la Seu titular de Cenae i auxiliar de Barcelona pel papa Francesc per ajudar en les tasques de l'arquebisbe Joan Josep Omella a l'arxidiòcesi de Barcelona. Va rebre la consagració episcopal el 9 de setembre de 2017 a la basílica de la Sagrada Família de Barcelona.
El 13 de juliol de 2023 el Vaticà va nomenar-lo bisbe de Tortosa, en substitució d'Enrique Benavent Vidal, nomenat bisbe de València nou mesos abans. En el moment del nomenament, el bisbat de Girona portava un any i mig sense bisbe després de la mort de Francesc Pardo i Artigas l'abril del 2022. El 9 de setembre de 2023 va prendre possessió del càrrec en una missa a la catedral de Tortosa on assistiren més de 1.000 persones.